# Ламберт, Дэниел
Дэ́ниел Ла́мберт (англ. Daniel Lambert; 13 марта 1770, Лестер, Лестершир, Англия, Великобритания — 21 июня 1809, Стамфорд, Линкольншир, там же) — смотритель лестерской пересыльной тюрьмы и знаток спортивных животных, прославившийся необычайной тучностью.
В апреле 1806 года, полностью утратив трудоспособность и не имея иных средств к существованию, снял жильё в Лондоне и начал брать входную плату с посетителей, желавших посмотреть на него в его квартире. В 1806—1809 годах предпринял ещё несколько коммерчески успешных самопоказов в Бирмингеме, Ковентри, Йорке и других британских городах, в свободное от поездок время занимаясь охотой и разведением беговых собак. В июне 1809 года скоропостижно умер в Стамфорде. Похоронен на кладбище стамфордской церкви Святого Мартина.
К моменту смерти масса тела Ламберта составлял 52 стона 11 фунтов (335 кг). На изготовление его гроба ушло 112 квадратных футов (10,4 м²) леса.
За время, истёкшее после смерти Ламберта, его рекорд тучности был многократно побит, но сам Ламберт приобрёл в Лестере статус своеобразной культовой фигуры. В 2009 году газета Leicester Mercury охарактеризовала Ламберта как «одного из наиболее лелеемых городских кумиров».

## Биография

### Детство и юность
Дэниел Ламберт появился на свет в родительском доме на Блу-боур-лейн в Лестере 13 марта 1770 года. Его отец, также по имени Дэниел Ламберт, одно время служивший егерем у Гарри Грея, 4-го графа Стамфорда, ко времени рождения сына занимал должность смотрителя лестерской пересыльной тюрьмы Брайдуэлл. После Дэниела в семье Ламберта-старшего родились ещё трое детей — две дочери и сын, умерший в младенчестве.
Дэниел с детства усердно занимался спортом, к восьмилетнему возрасту стал отличным пловцом и впоследствии бо́льшую часть своей жизни сам учил лестерских детей плаванию. Дядя Ламберта по отцовской линии, как и отец, служил егерем; дед по материнской линии выращивал призовых бойцовых петухов. Сам Ламберт, с юности пристрастившийся к «полевым видам спорта» — охоте на выдр, рыбалке, стрельбе и скачкам, — к девятнадцати годам снискал репутацию эксперта по разведению и содержанию охотничьих собак.
В 1784 году Дэниел был отдан в обучение в гравировально-литейную мастерскую при фабрике Messrs Taylor & Co, принадлежавшей бирмингемскому предпринимателю Бенджамину Патрику. Несколько лет спустя гравированные пряжки и пуговицы, на которых специализировалась фабрика, вышли из моды, и предприятие Патрика пришло в упадок. В 1788 году, вернувшись в Лестер, Ламберт устроился на работу в городскую пересыльную тюрьму помощником отца (по некоторым источникам, Ламберт вернулся в Лестер тремя годами позже — после того как фабричное здание Messrs Taylor & Co было разрушено во время бирмингемских беспорядков в июле 1791 года). Когда отец вышел на пенсию, Дэниел унаследовал его должность главного смотрителя тюрьмы. Ламберт-младший был чрезвычайно уважаемым тюремщиком, поддерживал добрые отношения со многими заключёнными и делал всё возможное, чтобы облегчить их пребывание в тюрьме.

### Вес
По собственным словам, Ламберт избегал излишеств в еде, однако по возвращении в Лестер вес его тела начал неуклонно расти, к 1793 году достигнув 32 стонов (≈ 200 кг). Обеспокоенный утратой спортивной формы, Ламберт стал посвящать всё свободное время физическим упражнениям, увеличив мышечную силу до такой степени, что мог без труда переносить пять хандредвейтов (английских центнеров) — 250 кг. Однажды, когда Ламберт наблюдал за выступлением группы савояров на Блу-боур-лейн, один из его кобелей бросился на танцевавшую посреди улицы ручную медведицу и несколько раз укусил её. Медведица подмяла под себя кобеля и стала душить; Ламберт потребовал, чтобы хозяин придержал её, позволив оттащить раненого пса. Савояр, однако, начал снимать с медведицы намордник, давая ей возможность прикончить собаку, — после чего Ламберт, по свидетельствам очевидцев, ударил медведицу палкой, затем сбил с ног ударом левой руки по голове. Кобелю удалось вырваться и убежать.
Несмотря на быстро увеличивавшийся вес, Ламберт не терял бодрости духа и вёл чрезвычайно подвижный образ жизни. В 1793 году он прошагал семь миль (≈ 11 км) от Вулиджа до лондонского Сити, при этом «очевидно утомившись гораздо менее, нежели несколько его компаньонов средних размеров». В целом не бывший особенно проворным, Ламберт, однако, по-прежнему мог, стоя на одной ноге, вскинуть другую на высоту до 7 футов (≈ 2,1 м). Он продолжал давать уроки плавания в Лестере и был в состоянии остаться на плаву, удерживая на спине двух взрослых мужчин. Не любивший переменять одежду, Ламберт каждое утро обычно надевал то же, что носил накануне — независимо от того, успела ли одежда просохнуть после стирки. По его словам, эта привычка не стоила ему ни простуд, ни иных вредных последствий.
К 1801 году вес Ламберта достиг около 40 стонов (≈ 250 кг). Его лошадь больше не могла носить на себе столь тяжёлого седока, и Ламберту пришлось оставить охоту, ограничившись содержанием своры из тридцати терьеров. Тогда же, несмотря на отличную послужную репутацию Ламберта, тюремное начальство впервые поставило вопрос о его профессиональной пригодности.
В начале XIX века на смену старым британским исправительным заведениям повсеместно приходили каторжные тюрьмы, и в 1805 году лестерская тюрьма Брайдуэлл закрылась. Ламберт остался без работы, но по решению магистрата, принявшего во внимание его безупречную службу на посту тюремного смотрителя, стал получать ежегодную пенсию в 50 фунтов стерлингов.

### Утрата трудоспособности
Обхват тела Ламберта был столь велик, что в его жилете могли поместиться шесть взрослых мужчин обычных пропорций; каждый из его чулок был размером с мешок. Ежегодная пенсия в 50 фунтов стерлингов не покрывала расходы Ламберта на жизнь, а его тучность не позволяла ему найти новую работу. Тяжело переживавший свою болезнь, Ламберт оставил все прежние занятия и окончательно перестал выходить из дому. Между тем слухи о его тучности распространялись всё шире, и путешественники, приезжавшие в Лестер, стали стремиться под всевозможными предлогами побывать в доме Ламберта. Один из посетителей заявил слуге Ламберта, что желает спросить совета его хозяина о бойцовых петухах. Услышавший это Ламберт, отклонившись от окна, велел слуге: «Скажи джентльмену, что я — пугливый петух». В другой раз он принял у себя в доме приезжего из Ноттингема, якобы искавшего его консультации относительно родословной дорогой кобылы. Убедившись, что гость на самом деле пришёл к нему только затем, чтобы на него посмотреть, Ламберт раздражённо заметил, что кобыла, о которой идёт речь, зовётся «Наглостью из Любопытства».
Ламберт не позволял себя взвешивать, но однажды (около 1805 года) несколько приятелей убедили его отправиться с ними на петушиный бой в Лафборо — после чего, дождавшись, пока Ламберт усядется в карету, завели её на большие наземные весы и выпрыгнули из неё. Вычтя из полученной цифры вес заранее взвешенной пустой кареты, приятели установили, что вес Ламберта достиг 50 стонов (≈ 320 кг) и что Ламберт, таким образом, побил рекорд знаменитого 280-килограммового «Молдонского толстяка» Эдуарда Брайта, став самым тяжёлым человеком в документально засвидетельствованной к тому времени медицинской истории.

### Лондон
ВЫСТАВКА. — М-р ДЭНИЕЛ ЛАМБЕРТ, из Лестера, величайший курьёз в Мире, в возрасте 36 лет весит более ПЯТИДЕСЯТИ СТОНОВ (14 фунтов в стоне). М-р Ламберт примет компанию в своём доме № 53, Пиккадилли, напротив Церкви Св. Иакова, с 12 до 5 часов. — Плата за вход 1 ш..
Несмотря на стеснительность, Ламберт отчаянно нуждался в деньгах и не видел другого способа заработать их, кроме как выставить самого себя на платное публичное обозрение. 4 апреля 1806 года, сев в карету, построенную для него по специальному заказу, он направился из Лестера в свой новый лондонский дом на улице Пиккадилли, 53 (в то время — на западной окраине Лондона). Ежедневно в течение пяти часов Ламберт принимал у себя в доме посетителей, взимая с каждого за вход по одному шиллингу.
Профессиональные интересы Ламберта — спорт, разведение собак и племенных животных — оказались близки многим представителям среднего класса и столичной аристократии, и вскоре визиты к Ламберту и сведение с ним знакомства стали своеобразной лондонской модой. Многие приходили повторно; один банкир посетил Ламберта двадцать раз, аккуратно расплачиваясь за каждый визит. В начале XIX века тучность не воспринималась как социально третируемый недостаток: к Ламберту относились не как к уроду или предмету для насмешек, а как к небывалому чуду природы. Предприятие Ламберта немедленно увенчалось коммерческим успехом: его лондонскую квартиру ежедневно посещали до 400 человек. О доме Ламберта отзывались не как о зале кунсткамеры, а как о своего рода фешенебельном курорте; к удовольствию хозяина, большинство гостей не глазело на него как на живой экспонат, но вело себя с ним вполне учтиво. Ламберт настаивал на том, чтобы его посетители были друг с другом вежливы и обходительны: входя в его апартаменты, все мужчины были обязаны снять свои головные уборы. Когда один посетитель заявил, что не снимет шляпу «даже в присутствии короля», Ламберт ответил: «В таком случае, сэр, вы должны немедленно покинуть эту комнату, ибо я считаю это знаком уважения не ко мне, но к леди и джентльменам, оказывающим мне честь своим обществом».
Популярность самого толстого человека в мире вскоре породила подражателя — «Мастера Уайбрантса, м-ра Ламберта в миниатюре», выставленного на публичное обозрение на Сэквилл-стрит, неподалёку от лондонского адреса самого Ламберта. На рекламной листовке, описывающей «м-ра Ламберта в миниатюре», сообщается о том, что «Мастера Уайбрантса, Современного Геркулеса, в возрасте 4 месяцев весившего 39 фунтов (≈ 17,7 кг), имевшего обхват тела 2 фута (≈ 61 см), обхват бедра 15 дюймов (≈ 38 см) и обхват руки 8 дюймов (≈ 20,3 см), можно видеть на углу Сэквилл-стрит и Пиккадилли».
Чтобы увидеть Ламберта, некоторые из его гостей преодолевали значительные расстояния: однажды его посетила группа из четырнадцати визитёров, приехавших специально с этой целью с острова Гернси. Многие проводили с Ламбертом обстоятельные беседы о разведении животных. Большую популярность приобрела выставленная в Лондоне восковая фигура Ламберта в натуральную величину. Сам Ламберт стал излюбленным персонажем карикатуристов, часто изображавших его в образе Джона Булля. Легко находивший общий язык с лондонской аристократией, Ламберт неоднократно встречался с представителями высшего света — до короля Великобритании Георга III включительно. Какое впечатление произвели друг на друга Ламберт и король, неизвестно.

### Медицинская экспертиза

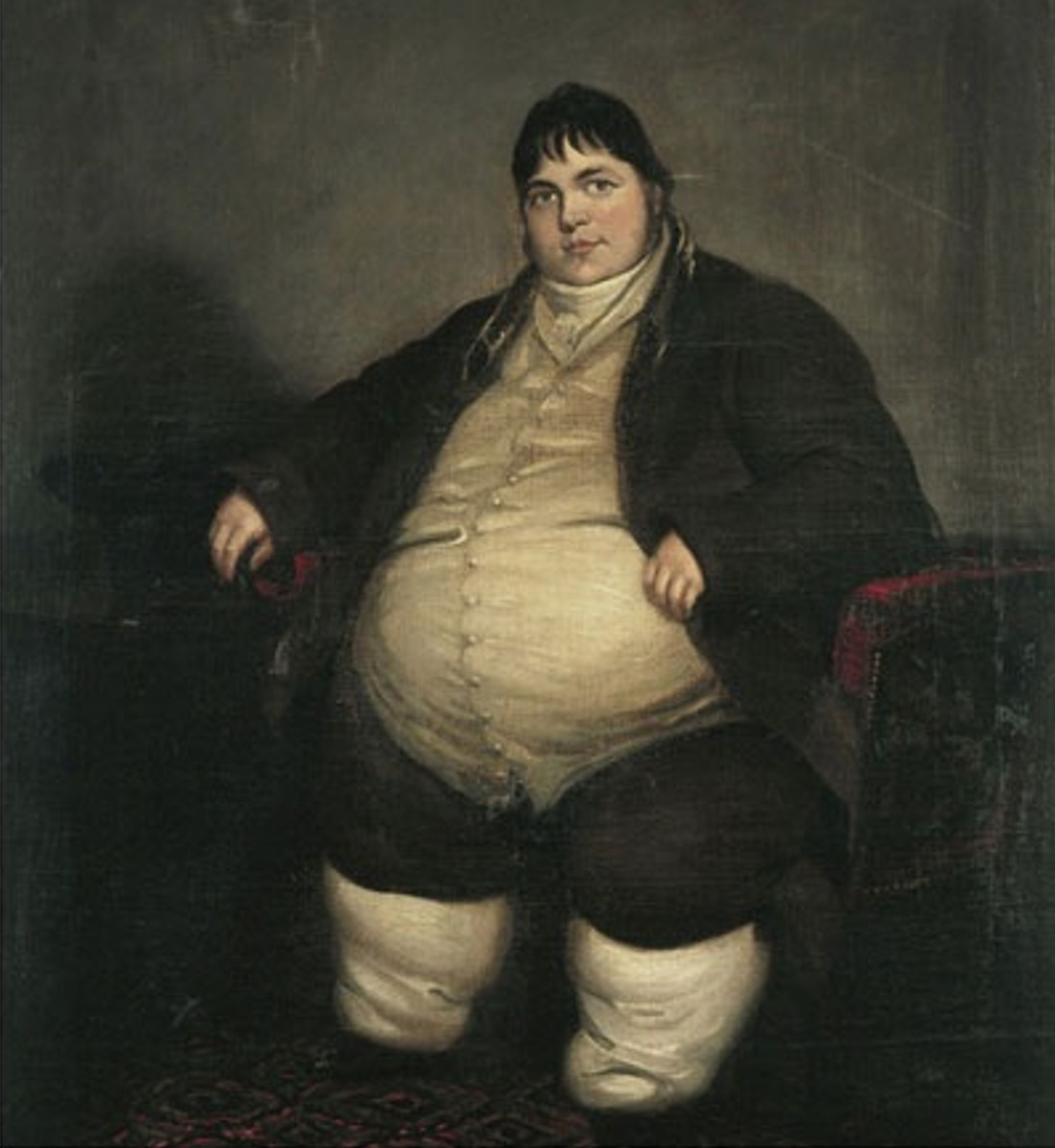
Неизвестный художник. Дэниел Ламберт во время первого приезда в Лондон. 1806 (?)

Ламберт сразу привлёк к себе внимание лондонских медиков, и вскоре после его приезда в столицу о нём появилась статья в британском «Медико-физическом журнале» (англ. Medical and Physical Journal). Врачи засвидетельствовали истинный вес (50 стонов / ≈ 320 кг) и рост (5 футов 11 дюймов / ≈ 180 см) «величайшего курьёза в мире». Тщательный медицинский осмотр показал, что все отправления организма Ламберта совершались исправно; при этом огромный избыточный вес нисколько не затруднял его дыхание. Бывший тюремный смотритель любил петь; при разговоре его голос также звучал не сдавленно, но вполне свободно. За исключением опухлости ступней, ног и бёдер, жировых отложений на животе и огрубевшей шелушащейся — вероятно, вследствие рожистого воспаления — кожи на ногах, у исследуемого не наблюдалось никаких болезненных симптомов. Отмечались бодрость, живой ум, обширная начитанность, отличная память Ламберта. По собственному утверждению, он всегда избегал излишеств в еде, примерно с 1795 года пил только воду и даже в молодости, будучи завсегдатаем дружеских кутежей, неизменно уклонялся от участия в попойках, затеваемых приятелями. По приблизительной оценке Ламберта, он по-прежнему мог без труда пройти пешком до четверти мили (≈ 400 м). Ламберт всегда укладывался спать вечером, в одно и то же время, при открытом окне, и спал не более восьми часов; во сне дышал ровно, без храпа. Проснувшись, он полностью приходил в себя в течение пяти минут, оставался бодрым в течение всего дня и никогда не испытывал потребности в дневном сне.

### Возможные причины
Выявление достоверной этиологии патологического ожирения Ламберта через двести с лишним лет после его смерти проблематично. Общая симптоматика не позволяет заключить об эндокринном заболевании — например, нарушении деятельности щитовидной железы. Синдромы Барде — Бидля и Прадера — Вилли — генетические расстройства, приводящие к патологическому ожирению, — сопровождаются мышечной дистрофией и замедлением умственного развития, но все, близко знавшие Ламберта, сходились на том, что он был очень умён, чрезвычайно силён физически и — за исключением рожистого воспаления кожи и варикозного расширения вен на ногах — никогда ничем не болел (по замечанию современника, «мистер Ламберт едва ли вообще знает, что значит хворать или недомогать». Единственным психологическим расстройством Ламберта был «упадок духа», периодически настигавший его в Лондоне. Тётя и дядя Ламберта, как и он, страдали от избыточного веса, однако родители и сёстры до конца жизни сохраняли обычную комплекцию.
Таким образом, наиболее правдоподобная причина болезни Ламберта — не эндокринное или генетическое расстройство, но переедание в сочетании с недостатком двигательной активности. С юности склонный к полноте, Ламберт начал быстро набирать вес после того, как устроился на относительно малоподвижную работу тюремного надзирателя. В биографии Ламберта, изданной при его жизни, сообщается, что «за год службы по сему назначению обхват его тела претерпел величайший и скорейший прирост». Вопреки утверждениям Ламберта об умеренности в еде и воздержании от алкоголя, крайне сомнительно, что он не употреблял в пищу больших количеств мяса и не пил пива во время многочисленных светских раутов, неизбежных для человека его образа жизни и положения в обществе.

### Юзеф Борувлаский
Полуучтивая-полуугрюмая манера, в которой этот «великий толстяк» принимал большинство своих посетителей, пришлась по душе моему мужу — Ламберт и понравился ему, и вызвал в нём жалость; ибо досадно было то и дело слышать грубые замечания бесчувственных людей и глупые бездумные вопросы, задаваемые многими из них о его аппетите и проч.
После нескольких месяцев пребывания Ламберта в столице ему нанёс визит шестидесятисемилетний Юзеф Борувлаский — «последний европейский придворный карлик»: знаменитый лилипут ростом 3 фута 3 дюйма (≈ 99 см), родившийся в 1739 году в семье обедневших мелкопоместных дворян на Покутье. В 1754 году Борувлаский был представлен австрийской эрцгерцогине Марии Терезии, затем недолгое время жил при польском короле-изгнаннике Станиславе Лещинском, после чего отправился в многолетнее путешествие по Европе, принёсшее ему славу и богатство. Уйдя на покой в возрасте шестидесяти лет, Борувлаский поселился в английском Дареме, где приобрёл такую популярность, что магистрат платил ему только за то, чтобы он не уезжал из города. Ко времени встречи с Ламбертом Борувлаский пользовался славой одного из виднейших граждан Дарема — своеобразной городской достопримечательности. Обладавший исключительной зрительной памятью (и до конца жизни говоривший с сильным славянским акцентом), Борувлаский вспомнил, что Ламберт, ещё в пору работы подмастерьем на фабрике Патрика, был в числе зрителей, пришедших на его собственное представление в Бирмингеме: «Я уже видел это лицо за двадцать лет до того в Бирмингеме, но тело было совсем другим». До Борувлаского дошли слухи о том, что небывалая тучность «величайшего курьёза в мире» — обман, и он ощупал ногу Ламберта, чтобы убедиться в том, что это не так. Сравнив размеры своих костюмов одежды, оба подсчитали, что ткани, ушедшей на один рукав сюртука Ламберта, хватило бы на полный гардероб для Борувлаского. Когда Ламберт поинтересовался, здорова ли жена Борувлаского Изалина Барбутан (англ. Isalina Barbutan), тот ответил: «Нет, она умерла, и мне не особенно жаль, потому что когда я её обзывал, она сажала меня на ками́нную полку для наказания».
Встреча Ламберта и Борувлаского, самого большого и самого маленького человека в Великобритании, вызвала широкий публичный интерес. По замечанию одной из газет, «Это были сэр Джон Фальстаф и Мальчик-с-Пальчик — что, должно быть, доставляло двойное удовольствие любопытным». Вопреки расчёту ростовщика, рассудившего, что карликовость Борувлаского — верный признак болезненности и нежизнеспособности, и согласившегося выплачивать ему пожизненную страховую ренту, Борувлаский дожил до глубокой старости, умер в возрасте девяноста восьми лет и был с почестями похоронен в даремском кафедральном соборе.

### Разочарование
В целом хорошо принятый лондонским обществом, с течением времени Ламберт всё более тяготился жизнью в столице. От природы застенчивый и малообщительный, он раздражался от бесконечных расспросов о размерах его одежды. В ответ на вопрос некой дамы о стоимости его сюртука Ламберт сказал: «Не стану делать вид, будто способен удержать в памяти его цену, но могу посоветовать вам верный способ получить необходимые вам сведения. Если вы сочтёте нужным подарить мне новый сюртук, вы совершенно точно узнаете, сколько он сто́ит». Другой посетитель заявил, что, поскольку его входная плата пошла на приобретение новой одежды для Ламберта, он, гость, имеет право знать, за что именно заплатил. Ламберт ответил: «Сэр, если бы я знал, какую именно часть моего следующего сюртука оплатит ваш шиллинг, уверяю вас — я тут же вырезал бы этот кусок». По подсчётам самого Ламберта, в 1806 году его гардероб стоил 20 фунтов стерлингов.

### Возвращение в Лестер
Этот необычайно толстый человек сидел на диване, достаточно просторном для троих или четверых, и один занимал его почти целиком. У него была весьма красивая маленькая голова — во всяком случае, по сравнению с его неуклюжим телом. Если бы он мог встать, — что было для него, надо полагать, совершенно немыслимым подвигом — он оказался бы весьма высокого роста. Широкие скулы и огромный двойной подбородок не слишком уродовали его внешность, но брюхо, обтянутое полосатым жилетом, походило на огромную перину, а ноги, одетые в чулки такой же расцветки, были точно два больших арахисовых боба.
Отклонив все предложения о деловой протекции и покровительстве со стороны многочисленных импресарио и агентов, в сентябре 1806 года Ламберт вернулся в Лестер состоятельным человеком, после чего вновь отдался любимому времяпрепровождению — разведению охотничьих собак и бойцовых петухов. По свидетельству знатоков, родившаяся в его своре сука терьера, за которую ему предлагали 100 гиней, была «лучшей в Англии». Ламберт отказался продать собаку, позднее ставшую его пожизненным компаньоном. Он снова стал посещать спортивные мероприятия — в газетном репортаже о Лестерских скачках от 19 сентября 1806 года сообщалось, что «Среди выдающихся личностей, присутствовавших на ипподроме, мы были рады видеть нашего старого друга, м-ра Дэниела Ламберта, в очевидно добром здравии и расположении духа». Не в состоянии ездить верхом и участвовать в охоте лично, Ламберт завёл свору борзых и регулярно наблюдал из своей кареты за тем, как они загоняли зайцев «по-зрячему» в лестерширских полях.
В декабре 1806 года Ламберт предпринял очередное короткое турне для сбора средств, в ходе которого выставил себя на публичное обозрение в Бирмингеме и Ковентри. В начале следующего года он снова приехал в Лондон и поселился в фешенебельном районе Лестер-сквер. В этот период его здоровье впервые серьёзно пошатнулось; личный врач Ламберта доктор Хевисайд (англ. Heaviside) предположил, что болезнь была вызвана «загрязнённым лондонским воздухом», и Ламберт вернулся в Лестер. На родине самочувствие Ламберта улучшилось, и в том же году он совершил ещё несколько поездок по Англии.
Летом 1808 года Ламберт ненадолго вернулся в столицу, где продал пару спаниелей за 75 гиней на аукционе Таттерсолз, после чего отправился на гастроли в Йорк. В июне следующего года он предпринял новое турне по Восточной Англии, которое рассчитывал завершить в Стамфорде, прибыв туда к началу Стамфордских скачек. По некоторым источникам, эта гастрольная поездка должна была стать последней, поскольку Ламберт, к тому времени счёвший себя достаточно обеспеченным, намеревался окончательно оставить публичные самопоказы. Тогда же Ламберта взвесили в Ипсуиче — его вес составил 52 стона 11 фунтов (≈ 335 кг).

### Смерть
Более не способный самостоятельно подниматься по лестнице, 20 июня 1809 года Ламберт снял себе номер в первом этаже гостиницы «Повозка и лошади» (англ. Waggon & Horses) в доме № 47 по Стамфорд-хай-стрит, после чего направил в газету Stamford Mercury заказ на печать рекламных объявлений и листовок, извещавших о его приезде. Через несколько часов, заявив, что «поскольку Гора не смогла дождаться Магомета, Магомет пойдёт к горе», он пригласил типографа к себе в гостиницу для обсуждения технических подробностей заказа. Вечером того же дня Ламберт почувствовал упадок сил и лёг в постель раньше обычного, однако принял типографа, обсудил с ним свои требования к оформлению листовок и выразил обеспокоенность своевременной доставкой отпечатанного тиража.
Утром 21 июня Ламберт проснулся в привычное для себя время и, по внешнему виду, в добром здоровье. Начав бриться, он пожаловался на затруднённое дыхание, ещё через десять минут неожиданно рухнул на пол и умер.
Вскрытие тела не производилось, и точная причина смерти Ламберта осталась неизвестной. Встречаются утверждения о том, что «величайший курьёз в мире» умер от жирового перерождения сердечной ткани или давления на сердце вследствие его огромного веса, однако поведение Ламберта непосредственно перед смертью не было похоже на поведение человека, страдавшего от сердечной недостаточности: свидетели сходятся на том, что прежде, чем Ламберт стал задыхаться и упал замертво, он выглядел вполне здоровым. По версии шведско-британского ревматолога, патографа и историка медицины Яна Бондесона, наиболее вероятная причина скоропостижной смерти Ламберта, с учётом общей симптоматики и истории его болезни, — внезапная тромбоэмболия лёгочной артерии.

### Погребение
Тело Ламберта начало быстро разлагаться. Доставить его в Лестер не было никакой возможности, поэтому 22 июня 1809 года оно было помещено в гроб из вяза длиной 6 футов 4 дюйма, шириной 4 фута 4 дюйма и высотой 2 фута 4 дюйма (193 × 132 × 71 см), снабжённый колёсами для удобства перемещения. Гроб был настолько велик, что для того, чтобы выкатить его из гостиницы и доставить на вновь открывшееся кладбище во дворе церкви Святого Мартина, пришлось разобрать окно и стену последнего жилища Ламберта. Несмотря на насыпанный у края могилы земляной пандус, избавлявший от необходимости опускать гроб отвесно, в день похорон Ламберта 23 июня 1809 года двадцати мужчинам понадобилось почти полчаса для того, чтобы втащить огромный гроб в могилу.
Друзья Ламберта установили за свой счёт на его могиле большой надгробный камень с эпитафией:

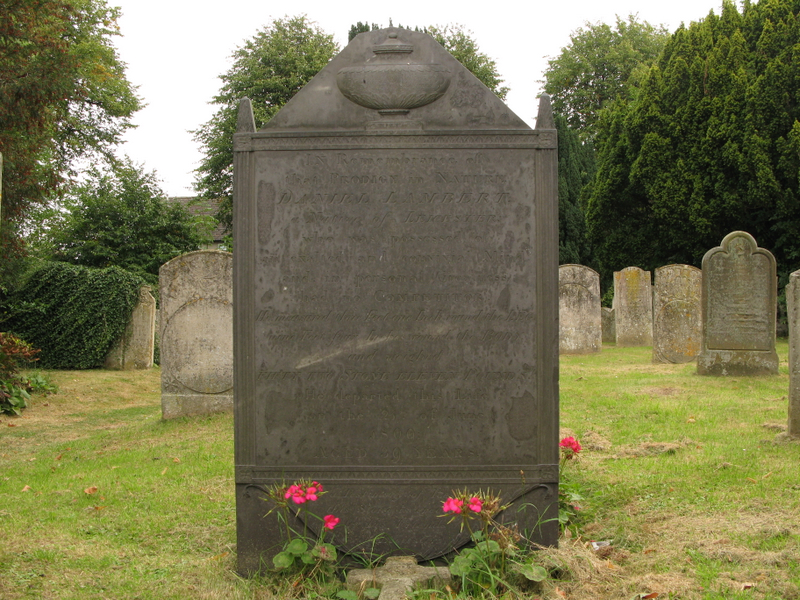
Надгробие Дэниела Ламберта на кладбище стамфордской церкви Святого Мартина

| IN Remembrance of that PRODIGY in NATURE. DANIEL LAMBERT. a Native of LEICESTER: who was possessed of an exalted and convivial Mind and in personal Greatness had no COMPETITOR He measured three Feet one Inch round the LEG nine Feet four Inches round the BODY and weighed FIFTY TWO STONE ELEVEN POUNDS! He departed this Life on the 21st of June 1809 AGED 39 YEARS As a Testimony of Respect this Stone is erected by his Friends in Leicester | В Память о ЧУДЕ ПРИРОДЫ. ДЭНИЕЛ ЛАМБЕРТ. Уроженец ЛЕСТЕРА: был наделён возвышенным и дружелюбным Нравом и в своём Величии не имел РАВНОГО Насчитывал три Фута один Дюйм в обхвате НОГИ девять Футов четыре Дюйма в обхвате ТЕЛА и весил ПЯТЬДЕСЯТ ДВА СТОУНА ОДИННАДЦАТЬ ФУНТОВ! Ушёл из Жизни июня 21-го года 1809-го 39 ЛЕТ ОТ РОДУ Как Свидетельство Почтения сей Камень установлен его Друзьями в Лестере |

## После смерти

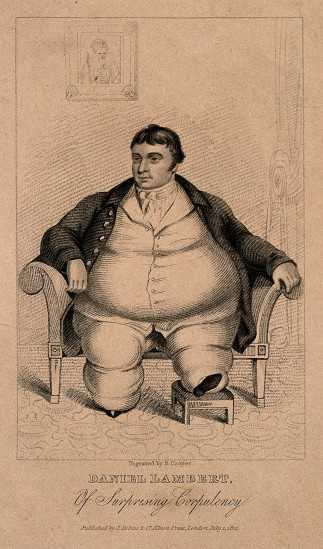
Роберт Купер (Robert Cooper). Дэниел Ламберт, [человек] необыкновенной дородности (Daniel Lambert, of surprising corpulency). Гравюра, 1821

— Не может быть никаких сомнений в том, что он джентльмен, — сказала миссис Никльби. — У него и манеры джентльмена и наружность джентльмена, хотя он ходит в коротких штанах и серых шерстяных чулках. Может быть, это эксцентричность, а может быть, он гордится своими ногами. Не вижу причины, почему бы ему не гордиться. Принц-регент гордился своими ногами, и Дэниел Лемберт, тоже дородный человек, гордился своими ногами.
У Фила Пурсела был добрый приятель, помогавший ему коротать вечера; достав с полки неимоверно засаленную и пухлую колоду карт, они засиживались за игрой допоздна: приятель этот был не кто иной, как старый мой камердинер Тим, которого читатель, верно, помнит ещё в ливрее моего покойного батюшки. Тогда она болталась на нём как на вешалке, свисала ему на кисти рук и каблуки. С тех пор, хоть Тим и уверял, что чуть не наложил на себя руки после моего отъезда, он умудрился так раздобреть, что ему пришёлся бы впору кафтан самого Дэниела Лэмберта или сюртук местного викария, при котором он состоял в должности причетника. Я взял бы его к себе в лакеи, если б не грандиозные размеры, делавшие его непригодным для этой службы у всякого сколько-нибудь уважающего себя джентльмена.
Молодые девицы не притронулись к пуншу, Осборну он не понравился, так что всё содержимое чаши выпил Джоз, этот толстый гурман. А следствием того, что он выпил всё содержимое чаши, явилась некоторая живость, сперва удивившая всех, по потом ставшая скорее тягостной. Джоз принялся разглагольствовать и хохотать так громко, что перед беседкой собралась толпа зевак, к великому смущению сидевшей там ни в чём не повинной компании. Затем, хотя его об этом не просили, Джоз затянул песню, выводя её необыкновенно плаксивым фальцетом, который так свойствен джентльменам, находящимся в состоянии подпития, чем привлёк к себе почти всю публику, собравшуюся послушать музыкантов в золочёной раковине, и заслужил шумное одобрение слушателей.
— Браво, толстяк! — крикнул один.
— Бис, Дэниел Ламберт! — отозвался другой.
— Ему бы по канату бегать при такой комплекции! — добавил какой-то озорник, к невыразимому ужасу девиц и великому негодованию мистера Осборна.
В конце 1809 года некий Дж. Дрэкард (англ. J. Drakard) выпустил книгу под названием «Жизнь замечательного и необыкновенного толстяка, покойного Дэнл. Ламберта, от рождения до мига его кончины, с рассказом о людях, известных своею дородностью, и иных занимательных материях» (англ. The life of that wonderful and extraordinary heavy man, the late Danl. Lambert, from his birth to the moment of his dissolution, with an account of men noted for their corpulency, and other interesting matter) — первую полную биографию Ламберта, изданную после его смерти. Рекорд Ламберта как самого тяжёлого человека в официально задокументированной медицинской истории был вскоре побит американцем Миллзом Дарденом (1799—1857), но к этому времени Ламберт стал в Великобритании своеобразной культовой фигурой, и всякий предмет, связанный с ним, тщательно сохранялся для потомства. Его одежда и имущество были проданы на аукционе коллекционерам; многие из личных вещей Ламберта ныне выставлены в качестве экспонатов в исторических музеях.
После смерти Ламберта в его честь было переименовано множество пабов и постоялых дворов по всей Англии (и особенно — в Лестере и Стамфорде). Большой известностью пользовался лондонский паб «Дэниел Ламберт» на Ладгейт-хилл, 12, рядом со входом в собор Святого Павла. В передней паба был вывешен большой портрет Дэниела Ламберта; там же демонстрировалась его трость. Джеймс Диксон (англ. James Dixon), владелец стамфордской гостиницы «Рэм Джэм Инн» (англ. Ram Jam Inn), приобрёл одежду, бывшую на Ламберте в момент его смерти, и выставил её на всеобщее обозрение, переименовав гостиницу в «Дэниел Ламберт».
Словосочетание «Дэниел Ламберт» быстро вошло в обиходную английскую устную и письменную речь, став нарицательным именем для обозначения всякого толстяка. Имя Дэниела Ламберта, используемое в этом значении, оставалось в ходу даже после того, как подробности жизни Ламберта были в значительной степени забыты: в 1852 году Чарльз Диккенс заметил, что «имя Ламберта известно лучше, чем его история». Уподобление тучного персонажа Дэниелу Ламберту встречается в нескольких классических произведениях английской литературы XIX века: романе Диккенса «Жизнь и приключения Николаса Никльби» (глава XXXVI), романах Уильяма Мейкписа Теккерея «Записки Барри Линдона, эсквайра, писанные им самим» (глава XIV) и «Ярмарка тщеславия» (глава VI). К концу XIX века имя «Дэниел Ламберт» стало означать вообще всё необычно большое: так, в трактате «Исследование социологии» (англ. The Study of Sociology) Герберта Спенсера встречается выражение «Дэниел Ламберт учёности»; Томас Карлейль саркастически характеризует Оливера Кромвеля как «огромного раздувшегося мошенника и ненасытного несчастного духовного „Дэниела Ламберта“». В 1874 году рецензент The Times в статье об английском переводе комедии Марио Ушара (фр. Mario Uchard) «Ля Фьяммина» (фр. La Fiammina), одного из персонажей которой зовут «Даниэль Ламбер» (фр. Daniel Lambert), отметил, что это имя «всегда ассоциируется в уме англичанина с представлением о тучности».
В 1907 году, почти через сто лет после смерти Ламберта, автор статьи в The Times назвал французский замок Шамбор «Дэниелом Ламбертом среди замков». В 1910 году Нелли Ламберт Энсолл (англ. Nellie Lambert Ensall), в то время самая толстая женщина в Великобритании, заявила, что приходится правнучкой Дэниелу Ламберту. Заявление едва ли соответствовало истине: Ламберт никогда не был женат и, вероятно, вообще не мог иметь детей.
В 1838 году в «Английском ежегоднике» (англ. English Annual) было опубликовано несколько стихотворений, якобы сочинённых Дэниелом Ламбертом и найденных среди бумаг в гостинице «Повозка и лошади» после его смерти; первооткрыватель стихов скрылся под псевдонимом «Омега». Ни один из прижизненных источников не упоминает об интересе Ламберта к поэзии и вообще к какой бы то ни было литературе, за исключением периодических изданий об охоте. Не ясно также, по какой причине бумаги Ламберта должны были находиться с ним в момент его смерти в стамфордском гостиничном номере, а не в его доме в Лестере. Не исключено, что «стихи Дэниела Ламберта» — литературная мистификация.

## Ф. Т. Барнуми Генерал Том-Там
В 1846 году Стамфорд посетили известный американский цирковой антрепренёр Финеас Тейлор Барнум и 64-сантиметровый лилипут из его труппы Чарльз Шервуд Стрэттон по прозвищу Генерал Том-Там (англ. General Tom Thumb — «Генерал Мальчик-с-Пальчик»), пожертвовавшие владельцу гостиницы «Дэниел Ламберт» один из цирковых костюмов Тома-Тама. Диксон выставил костюм рядом с одеждой Ламберта. В 1859 году Генерал Том-Там снова нанёс визит в Стамфорд, где выступил с публичной демонстрацией собственных миниатюрных размеров, целиком спрятавшись в одном из чулок Ламберта. В 1866 году в Стамфорд приехали Генерал Том-Там, его жена-лилипутка Лавиния Уоррен, сестра Лавинии Минни и другой знаменитый лилипут Барнума — Коммодор Натт; все четверо одновременно без труда пролезли через штанину бриджей Ламберта. В том же году одежда Дэниела Ламберта и Генерала Тома-Тама была продана стамфордской таверне «Старый Лондон» (англ. Old London Tavern). До июня 2011 года обе городские достопримечательности экспонировались в Стамфордском городском музее, после закрытия которого весь музейный фонд был передан стамфордской городской библиотеке.
Восковая фигура Ламберта, изготовленная в Лондоне в 1806 году, была привезена в США. В 1813 году статуя выставлялась в Нью-Хейвене, в 1828 году — в бостонском увеселительном парке «Вашингтон-гарденз» (отмечалось, что платье на фигуре в точности повторяло одежду Ламберта). Позднее статуя была куплена Ф. Т. Барнумом и выставлена в Американском музее Барнума в Нью-Йорке. Во время пожара 1865 года, полностью уничтожившего музей и его экспонаты, рабочие пытались спасти статую, но изваяние погибло, растаяв в огне.

## Память
Дэниел Ламберт остаётся культовым историческим персонажем в Лестере (по выражению газеты Leicester Mercury — «одним из наиболее лелеемых городских кумиров»); в его честь названы несколько лестерских пабов и фирм. Призрак Дэниела Ламберта в одноимённой пьесе (англ. The Ghost of Daniel Lambert) Сью Таунсенд, впервые поставленной в лестерском театре «Хэймаркет» в 1981 году, с неодобрением наблюдает за сносом и перестройкой исторического городского центра Лестера в 1960-е годы. Ламберт — не менее популярная фигура в Стамфорде; в его честь игроков местной футбольной команды «Стэмфорд» называют «Дэниелами» (англ. The Daniels).
Гардероб Ламберта, а также его кресло, трость, стек и молитвенник — постоянные экспонаты лестерского музея Ньюарк-хаузес. В стамфордском городском музее демонстрируются манекен Дэниела Ламберта, наряженный в одежду, бывшую на нём в момент смерти, и манекен Генерала Тома-Тама в костюме, пожертвованном Барнумом Джеймсу Диксону. Стамфордской гостиницы «Дэниел Ламберт» и одноимённого лондонского паба на Ладгейт-хилл больше не существует; памятные вещи, выставлявшиеся там, ныне находятся в постоянной экспозиции в стамфордской гостинице «Джордж» (англ. George Hotel).
В 2009 году Лестер отметил «День Дэниела Ламберта» — двухсотую годовщину со дня его смерти. Гостями торжественных мероприятий в музее Ньюарк-хаузес, приуроченных к годовщине, стали более 800 человек.

## Комментарии
1. ↑  Блу-боур-лейн (англ. Blue Boar Lane) — адрес постоялого двора «Синий Вепрь», где Ричард III провёл свою последнюю ночь накануне сражения и гибели на Босвортском поле 22 августа 1485 года. Синий вепрь был изображён на эмблеме Джона де Вер, 13-го графа Оксфорда, союзника Генриха Тюдора в борьбе против Ричарда. Во времена Ричарда, однако, название подворья означало не «Синий Вепрь» (англ. Blue Boar), а «Колокольчик» (англ. Blue Bell)[2].
2. ↑  В конце XVIII — начале XIX веков пересыльные тюрьмы использовалась для временного содержания подозреваемых, а также недавно приговорённых преступников, ожидавших перевода в место заключения, отправки по этапу или казни[5]. Английское слово, означавшее такую тюрьму, иногда писалось как «jail», но в служебных документах — исключительно в форме «gaol» (произношение в том и в другом случае — [ʤeɪl]). Тюрьма, смотрителями которой служили отец и сын Ламберты, официально именовалась «пересыльной тюрьмой графства» (англ. county gaol)[6].
3. ↑  Дж. Уилсон: «Сколь бы ни был тяжёл долг заботы о несчастных, вверенных попечению Ламберта на время их пребывания в тюрьме, он всегда, не колеблясь, прилагал все усилия для того, чтобы поддержать их в ожидании суда. Мало кто из заключённых покидал тюрьму, не засвидетельствовав [Ламберту] свою благодарность, и слёзы часто выказывали искренность выражаемых ими чувств»[12].
4. ↑  Факт поединка Дэниела Ламберта с медведем не подлежит сомнению, однако сообщения о победе Ламберта, возможно, недостоверны или преувеличены. В некоторых источниках сообщается, что победу в схватке одержала медведица, и Ламберт чудом остался жив[13]. Подробное описание поединка, опубликованное при жизни Ламберта и с его одобрения, см. в книге Дж. Уилсона «Эксцентрическое Зеркало» (1806)[14].
5. ↑  Дж. Уилсон: «Однажды его посетила партия из четырнадцати гостей — восьми дам и шести джентльменов, — выразивших свою радость от того, что успели прибыть до окончания ежедневного приёма, ибо двери для посетителей вот-вот должны были закрыться. Гости уверили Ламберта в том, что специально прибыли с Гернси, дабы убедиться в существовании такого чуда, как м-р Ламберт, рассказ о коем они услышали от одного из соседей — добавив при этом, что в Лондоне у них не было ни друзей, ни знакомых и Ламберт был единственным поводом для их путешествия. — Поразительная иллюстрация власти любопытства над человеческим умом»[36].
6. ↑  «Когда факты не организованы систематически, чем более их масса, тем более будет колебаться ум под их бременем, отягощаемый, а не обогащаемый своими приобретениями. Студент может стать сущим Дэниелом Ламбертом учёности — и всё же остаться совершенно бесполезным для самого себя и других»[81].